# Rodrigo Mora
Rodrigo Nicanor Mora Núñez (Rivera, Uruguay; 29 de octubre de 1987) es un exfutbolista uruguayo con nacionalidad argentina. Se retiró en 2019 debido a una lesión de cadera.
Fue campeón de la Copa Libertadores de América en 2015 y 2018 con el Club Atlético River Plate.
Mora tiene la ciudadanía argentina desde febrero de 2016.

## Trayectoria

### C. A. Juventud
Debutó en 2007 con el Club Atlético Juventud, apareciendo en una gran cantidad de partidos durante la temporada 2007-08. Jugó 27 partidos y marcó 5 goles.

### Defensor Sporting C.
En 2008 fue fichado por Defensor Sporting Club, donde estuvo un año antes de ser cedido al Club Atlético Cerro por media temporada en 2010. Regresó a Defensor Sporting la siguiente temporada, donde anotó 11 goles en 15 partidos, además de promediar un gol por partido en los seis partidos que disputó en la Copa Sudamericana 2010, donde se consagró como segundo goleador del torneo después de Rafael Moura del Goiás Esporte Clube.
A principios de 2011 le ofrecieron una renovación de contrato, que terminaba al final de la temporada. Sin embargo, Mora rechazó la oferta porque previamente había aceptado una oferta del Sport Lisboa e Benfica, por lo que el club no lo tuvo en cuenta el resto del campeonato.

### C. A. Peñarol
Fue cedido al Club Atlético Peñarol por medio año, en el club jugó en la segunda mitad de la temporada 2011-12. El 28 de mayo de 2012 marcó cuatro goles en la victoria por 7-1 sobre Rampla Juniors Fútbol Club. En total, marcó 11 goles en 21 partidos con los Aurinegros.

### C. A. River Plate
Tras la finalización de la cesión a Peñarol, fue cedido al Club Atlético River Plate por un año con opción de compra por 4 000 000 euros. 
En el empate 3-3 ante el Club Atlético Newell's Old Boys, marcó su primer gol con el equipo. En su primer Superclásico argentino, convirtió un gol ante el Club Atlético Boca Juniors, el partido resultó en un empate 2-2. En su primer torneo con River Plate marcó seis goles, lo que le convirtió en el máximo goleador del equipo en el Torneo Inicial.

### C. Universidad de Chile
Mora fue cedido al Club Universidad de Chile de la Primera División, donde disputó el Torneo de Clausura y la Copa Libertadores 2014 luego de un año y medio con el equipo argentino.
Su primer gol con el club fue en la fase preliminar de la Copa Libertadores 2014 ante el Club Guaraní de Paraguay, mediante una chilena, dándole la victoria a la «U».

### Regreso a C. A. River Plate
Una vez finalizada la cesión, regresó a River Plate. En los dieciseisavos de final de la Copa Argentina 2013-14, volvió a debutar ante el Club Ferro Carril Oeste, logrando la clasificación de su equipo por 6-5 en la tanda de penaltis. Su primer gol en su regreso llegó ante el Club Deportivo Godoy Cruz Antonio Tomba en la victoria de su equipo por 4-0 en la tercera jornada del Torneo Transición 2014.
Con cuatro goles en ocho partidos, fue el goleador del equipo campeón de la Copa Sudamericana 2014.
En 2015, fue el máximo goleador del equipo sumando todas las competiciones. También ganó la Copa Libertadores 2015, derrotando 3-0 al Club Tigres de la Universidad Autónoma de Nuevo León, y disputó el Mundial de Clubes 2015, donde fue derrotado 3-0 por el Fútbol Club Barcelona.
El 22 de junio de 2017 fue sometido a una operación que consistió en perforaciones en la cabeza del fémur y en la cadera para permitir que la sangre fluyera a la zona donde Mora tuvo un «infarto» de tipo óseo por falta de circulación sanguínea. Su último partido previo a la operación fue una victoria por 3-1 sobre C. A. Boca Juniors en la Bombonera el 14 de mayo.
Mora regresó a la cancha por primera vez en 7 meses el 11 de enero de 2018, en un amistoso contra el Miami United Football Club; reemplazó a Carlos Auzqui a los 25 minutos del partido de los suplentes (jugaron 45 minutos, lo mismo que el de los titulares). Regresaría al primer equipo el 28 de enero en partido ante el Club Atlético Huracán en el estadio Tomás Adolfo Ducó, reemplazando a Enzo Pérez a los 33 minutos del segundo tiempo.
El 18 de febrero, ante el C. D. Godoy Cruz, marcó su primer gol desde su reincorporación al equipo y desde el empate 1-1 ante el Club Sport Emelec en la Copa Libertadores 2017.
Mora, mediante una asistencia por Nicolás de la Cruz Arcosa, anotó el primer gol de River Plate ante Clube de Regatas do Flamengo el 28 de febrero en el estadio Olímpico Nilton Santos, en la primera jornada del Grupo 4 de la Copa Libertadores 2018. El gol fue declarado fuera de juego por varios medios argentinos, entre ellos Minutouno.com, La Gaceta y Aritz Gabilondo de As. El partido terminaría en un empate 2 a 2.

#### Retiro del fútbol profesional
El 6 de enero de 2019, el mismo día que River Plate anunció que el jugador no iniciaría la pretemporada en su país de origen por falta de forma física, anunció su retirada del fútbol profesional por una lesión en la cadera. El partido despedida de Mora se disputó el 13 de julio en el estadio Mâs Monumental.

### C. S. D. Alas Argentinas
El 16 de septiembre de 2023 fue fichado por el Club Social y Deportivo Alas Argentinas de la Liga de Bariloche.

### C. D. Juventud Unida
El 27 de septiembre de 2024 fue fichado por el Club Deportivo Juventud Unida del Torneo Regional Federal Amateur.

## Clubes
| Club                     | País      | Año       |
| ------------------------ | --------- | --------- |
| C. A. Juventud           | Uruguay   | 2007-08   |
| Defensor Sporting C.     | Uruguay   | 2008-11   |
| C. A. Cerro              | Uruguay   | 2010      |
| S. L. Benfica            | Portugal  | 2011-13   |
| C. A. Peñarol            | Uruguay   | 2012      |
| C. A. River Plate        | Argentina | 2012-13   |
| C. A. River Plate        | Argentina | 2014-19   |
| C. Universidad de Chile  | Chile     | 2014      |
| C. S. D. Alas Argentinas | Argentina | 2023-24   |
| C. D. Juventud Unida     | Argentina | 2024-act. |

## Estadísticas

### Clubes
- Actualizado hasta el último partido disputado el 27 de octubre de 2019.

| Club | Div                 | Temporada           | Liga  | Liga  | Liga   | Copas nacionales(1) | Copas nacionales(1) | Copas nacionales(1) | Torneos internacionales(2) | Torneos internacionales(2) | Torneos internacionales(2) | Total | Total | Total  | Media goleadora(3) |
| Club | Div                 | Temporada           | Part. | Goles | Asist. | Part.               | Goles               | Asist.              | Part.                      | Goles                      | Asist.                     | Part. | Goles | Asist. | Media goleadora(3) |
| --- | ------------------- | ------------------- | ----- | ----- | ------ | ------------------- | ------------------- | ------------------- | -------------------------- | -------------------------- | -------------------------- | ----- | ----- | ------ | ------------------ |
| CA Juventud · Uruguay | 1.ª                 | 2007-08             | 27    | 5     | 2      | —                   | —                   | —                   | —                          | —                          | —                          | 27    | 5     | 2      | 0,26               |
| Defensor Sporting · Uruguay |                     |                     |       |       |        |                     |                     |                     |                            |                            |                            |       |       |        |                    |
| 1.ª | 2008-09             | 18                  | 3     | 3     | 9      | 1                   | 0                   | 12                  | 1                          | 1                          | 39                         | 5     | 4     | 0,13   |                    |
| 1.ª | 2009                | 3                   | 0     | 0     | —      | —                   | —                   | —                   | —                          | —                          | 3                          | 0     | 0     | 0,00   |                    |
| CA Cerro · Uruguay | 1.ª                 | 2010                | 12    | 9     | 3      | —                   | —                   | —                   | 6                          | 1                          | 0                          | 18    | 10    | 3      | 0,56               |
| Defensor Sporting · Uruguay | 1.ª                 | 2010-11             | 15    | 11    | 9      | —                   | —                   | —                   | 6                          | 6                          | 1                          | 21    | 17    | 10     | 0,81               |
| Defensor Sporting · Uruguay | Total club          | Total club          | 36    | 14    | 12     | 9                   | 1                   | 0                   | 18                         | 7                          | 2                          | 63    | 22    | 14     | 0,35               |
| SL Benfica Portugal | 1.ª                 | 2011-12             | 1     | 0     | 1      | 2                   | 0                   | 0                   | —                          | —                          | —                          | 3     | 0     | 1      | 0,00               |
| CA Peñarol · Uruguay | 1.ª                 | 2012                | 14    | 10    | 8      | —                   | —                   | —                   | 7                          | 1                          | 2                          | 21    | 11    | 10     | 0,52               |
| River Plate Argentina | 1.ª                 | 2012-13             | 30    | 7     | 7      | 1                   | 0                   | 0                   | —                          | —                          | —                          | 31    | 7     | 7      | 0,23               |
| River Plate Argentina | 1.ª                 | 2013                | 10    | 0     | 0      | —                   | —                   | —                   | 3                          | 0                          | 0                          | 13    | 0     | 0      | 0,00               |
| Universidad de Chile · Chile | 1.ª                 | 2014                | 9     | 1     | 3      | —                   | —                   | —                   | 8                          | 1                          | 1                          | 17    | 2     | 4      | 0,12               |
| River Plate Argentina |                     |                     |       |       |        |                     |                     |                     |                            |                            |                            |       |       |        |                    |
| 1.ª | 2014                | 17                  | 4     | 1     | 2      | 0                   | 0                   | 8                   | 4                          | 1                          | 27                         | 8     | 2     | 0,30   |                    |
| 1.ª | 2015                | 18                  | 7     | 1     | 2      | 0                   | 0                   | 23                  | 7                          | 3                          | 43                         | 14    | 4     | 0,34   |                    |
| 1.ª | 2016                | 8                   | 4     | 0     | —      | —                   | —                   | 7                   | 1                          | 1                          | 15                         | 5     | 1     | 0,33   |                    |
| 1.ª | 2016-17             | 16                  | 2     | 3     | 6      | 0                   | 0                   | 5                   | 1                          | 1                          | 27                         | 3     | 4     | 0,11   |                    |
| 1.ª | 2017-18             | 12                  | 1     | 2     | 1      | 0                   | 0                   | 4                   | 1                          | 0                          | 17                         | 2     | 2     | 0,12   |                    |
| 1.ª | 2018                | 6                   | 2     | 0     | 3      | 0                   | 2                   | 2                   | 0                          | 0                          | 11                         | 2     | 2     | 0,18   |                    |
| Total club | Total club          | 117                 | 27    | 14    | 15     | 0                   | 2                   | 52                  | 14                         | 6                          | 184                        | 41    | 22    | 0,23   |                    |
| Total en su carrera | Total en su carrera | Total en su carrera | 215   | 68    | 42     | 26                  | 1                   | 2                   | 91                         | 24                         | 11                         | 332   | 93    | 55     | 0,28               |
| (1) Las copas nacionales se refiere a la Copa Argentina, Copa de Portugal y Supercopa Argentina. (2) La copa internacional se refiere a la Copa Libertadores, Copa Sudamericana y Recopa Sudamericana. (3) No incluye datos de partidos amistosos ni categorías inferiores. |                     |                     |       |       |        |                     |                     |                     |                            |                            |                            |       |       |        |                    |

## Palmarés

### Campeonatos nacionales
| Título              | Club                   | País      | Año  |
| ------------------- | ---------------------- | --------- | ---- |
| Torneo Clausura     | Defensor Sporting Club | Uruguay   | 2009 |
| Torneo Apertura     | Defensor Sporting Club | Uruguay   | 2010 |
| Copa Argentina      | C. A. River Plate      | Argentina | 2016 |
| Copa Argentina      | C. A. River Plate      | Argentina | 2017 |
| Supercopa Argentina | C. A. River Plate      | Argentina | 2017 |

### Torneos internacionales
| Título              | Club                  | Sede         | Año  |
| ------------------- | --------------------- | ------------ | ---- |
| Torneo de Viareggio | C. A. Juventud Sub-21 | Viareggio    | 2006 |
| Copa Sudamericana   | C. A. River Plate     | Buenos Aires | 2014 |
| Recopa Sudamericana | C. A. River Plate     | Buenos Aires | 2015 |
| Copa Libertadores   | C. A. River Plate     | Buenos Aires | 2015 |
| Recopa Sudamericana | C. A. River Plate     | Buenos Aires | 2016 |
| Copa Libertadores   | C. A. River Plate     | Madrid       | 2018 |

#### Participaciones enMundial de Clubes
| Copa                        | Club              | Sede            | Resultado    | Partidos | Goles |
| --------------------------- | ----------------- | --------------- | ------------ | -------- | ----- |
| Copa Mundial de Clubes 2015 | C. A. River Plate | Japón           | Subcampeón   | 2        | 0     |
| Copa Mundial de Clubes 2018 | C. A. River Plate | Emiratos Árabes | Tercer lugar | 0        | 0     |

### Distinciones individuales
| Distinción                                              | Año  |
| ------------------------------------------------------- | ---- |
| Botín de Plata de TyC Sports al mejor jugador de marzo. | 2015 |
| Premio a la trayectoria por la Superliga Argentina.     | 2019 |

## Filmografía
- Fue entrevistado para el filme documental estrenado en 2019 River, el más grande siempre que narra la historia del club.[21][22][23]
- Participó en la tercera temporada de la serie argentina El Marginal interpretando el papel de Máximo.
- Participó en el reality show The Challenge Argentina, emitido por el canal Telefe en el cual fue el 3.º eliminado